# ITF Women's Circuit Dubai 2004
L'ITF Women's Circuit Dubai 2004 è stato un torneo di tennis facente parte della categoria ITF Women's Circuit nell'ambito dell'ITF Women's Circuit 2004. Il montepremi del torneo era di $10 000 e si è svolto nella settimana tra il 12 gennaio e il 18 gennaio 2004 su campi in cemento. Il torneo si è giocato a Dubai negli Emirati Arabi Uniti.

## Vincitori

### Singolare
Hana Šromová ha sconfitto in finale  Gul'nara Fattachetdinova con il punteggio di 4–6, 7–5, 6–3.

### Doppio
Gul'nara Fattachetdinova /  Hana Šromová hanno sconfitto in finale  Daniela Klemenschits /  Sandra Klemenschits con il punteggio di 6–3, 4–6, 6–4.